# Picris racemosa
Picris racemosa là một loài thực vật có hoa trong họ Cúc. Loài này được Batt. miêu tả khoa học đầu tiên năm 1890.